# Jean-Yves Collet
Pour les articles homonymes, voir Collet.
Jean-Yves Collet né le 4 mai 1959 à Saint-Jean-de-Maurienne en Savoie, est un vétérinaire français mais, est aussi, écrivain d'ouvrages sur les singes et également, réalisateur de documentaires. En effet, il devient cinéaste animalier grâce, à sa rencontre avec Jacques Perrin et Gérard Vienne. De ce fait, il débute avec eux dans le métier avec un film documentaire marquant, le Peuple Singe, sorti en 1989.
Jean-Yves Collet est auteur et réalisateur de films animaliers, de documentaires sur la biodiversité, de la faune et de la flore.

## Biographie

### Vie de vétérinaire
Diplômé d'un doctorat de vétérinaire de l'École nationale vétérinaire de Lyon en 1982, Jean-Yves Collet commence une carrière de chercheur sur les primates avec une thèse sur les orang-outans dans leur milieu naturel en Indonésie à Sumatra et à Bornéo .
Après l'Indonésie, il part ensuite pendant un an au Gabon comme vétérinaire au Centre de Primatologie de Franceville et entame ainsi une carrière de chercheur en Afrique en tant qu'attaché à l’université Paris VI afin d'étudier pendant deux ans les maladies et l’écologie des chimpanzés et des gorilles sauvages au sein de la forêt gabonaise.

### Vie de réalisateur

#### Le Peuple Singe
En 1985 , Jean-Yves Collet rejoint la production de Jacques Perrin et l'équipe du cinéaste animalier Gérard Vienne,,, en tant que conseiller scientifique sur le long métrage, Le Peuple Singe. Le tournage du Peuple Singe a nécessité quatre années, le temps nécessaire pour parcourir de nombreux pays, et d'y observer un grand nombre d'espèces en compagnie des spécialistes des primates, ou encore de construire des plateformes en forêt, en Amazonie notamment pour les filmer sans les perturber comme au Brésil, en Indonésie en passant par l'Éthiopie, puis du Gabon à la Gambie, puis de se rendre au Japon, au Kenya et en Tanzanie sans oublier le Rwanda.
Le Peuple singe a été approché avec le plus grand respect dans son authenticité et, dans sa réalité avec les Orang-outangs, macaque, babouins olive anubis, sapajou, ouistiti, semnopithèque, ou encore ouakari chauve, ils renvoient aux humains une image révélatrice troublante.
À sa sortie en 1989, Le Peuple Singe accompagné des commentaires dits par Michel Piccoli. fait partie de la Sélection officielle du Festival de Cannes 1989 et Gérard Vienne fut nommé aux oscars.
Jean-Yves Collet participe aussi au tournage et au montage de la série télévisée De Singe en Singe.
Il abandonne alors la carrière de vétérinaire afin de se consacrer à la réalisation et à la production de documentaires animaliers et sur l'environnement.
Grâce à son livre Tous les singes du monde édité en 1991, Jean-Yves Collet a suscité à Aurélien Brulé dit Chanee la passion des singes et particulièrement celle des gibbons. Désormais, Chanee a créé Kalaweit, une organisation qui met tout en œuvre pour sauver les gibbons, les siamangs et les orangs outans ainsi que leur forêt en Indonésie à Sumatra et à Bornéo .

#### L'Incroyable Aventure du Gorille Mabéké
Mabéké a 20 ans, c'est un magnifique gorille de 140 kg et vit avec sa femelle Kessala, 14 ans, 60 kg, ainsi que leur fille Kim, 4 ans, et leurs fils Kongo, 5 mois. Tous quatre sont des gorilles des plaines de l'ouest du Gabon mais qui ont passé la plus grande partie de leur vie en captivité au Centre international de recherches médicales de Franceville.
En juillet 2001, Makebe  et sa famille sont relâchés sur l'île d'Evengué, située dans la lagune du Fernan Vaz, sur la côte gabonaise. Jusqu'ici, seuls quelques très jeunes gorilles avaient été réintroduits dans la nature. La réintroduction à la vie sauvage de Mabeké et de sa famille est donc une première mondiale.

#### Guerre et Paix dans le potager
En 2007, le film animalier Guerre et Paix dans le potager, de Jean-Yves Collet, remporte le prix Buffon décerné par le Muséum national d'histoire naturelle qui récompense le meilleur film sur la biodiversité de l'année dans le cadre du festival Pariscience,. Guerre et Paix dans le potager est une série documentaire scientifique, humoristique et poétique qui présente les aventures minuscules mais, extraordinaires avec des interactions entre les plantes du potager, les animaux et les humains qui les entourent. Jean-Yves Collet a filmé le potager tout comme, une mini jungle peuplée composée de milliers de créatures lilliputiennes animales et géantes humaines, c'est une expérience unique, inédite. Ce documentaire a été tourné avec d’importants moyens techniques.

#### Yves Coppens, une vie en millions d'années
En 2008, Jean-Yves Collet sort quelque peu du documentaire animalier afin de consacrer un documentaire pour France 5 sur son parrain, depuis 1983 à la Fondation de la Vocation, le paléoanthropologue Yves Coppens.

#### Abysses, les alliances des profondeurs
Jean-Yves Collet tourne en collaboration avec CNRS Images, Ifremer, avec la participation de France Télévisions et Ushuaïa TV un documentaire sur la vie en très grande profondeur où malgré la présence de volcans actifs, la vie prospère.
En 2013 une trentaine de scientifiques ont exploré le site de Lucky Strike est un des sites hydrothermaux les plus étendus de ceux qui ont été visités à ce jour, dans l'océan mondial, c'est un Mont hydrothermal. Sa profondeur moyenne est de 1 700 mètres. Les fluides hydrothermaux qui y sont expulsés ont des températures comprises entre 170 et 324°C, et sont relativement pauvres en hydrogène sulfuré. Les cheminées actives sont distribuées sur les pentes de trois dômes volcaniques qui entourent un lac de lave.
Dans ce site, où des fumeurs volcaniques rejettent des fluides acides avec ces température très élevées, le documentaire montre comment, malgré aussi une obscurité totale, la vie animale y prospère en symbiose avec les bactéries. La faune y est dominée par la modiole Bathymodiolus azoricus qui forme des moulières importantes. De nombreux poissons profonds, comme les requins ou les chimères, rôdent autour des sites où ils viennent se nourrir. Des tapis importants de bactéries filamenteuses peuvent couvrir les parois des édifices hydrothermaux.
Le documentaire est présenté pour la première fois en intégralité sur France 5.

#### Le petit peuple des champs
En 2018, grâce aux Oiseaux, rapaces, rongeurs et aux insectes, Jean-Yves Collet démontre que la faune des campagnes peut s'avérer être des créatures et travailleurs précieux pour les agriculteurs. Malheureusement, la plupart d'entre eux ont des pratiques agricoles intensives et les traitements chimiques et phytosanitaires des cultures qui désertifient les champs et suppriment ainsi toute vie animale. D'un autre côté, les agriculteurs bios, en cultivant aussi la biodiversité dans leurs champs, font la démonstration que la collaboration entre l'homme et les animaux peut s'avérer bénéfique pour les cultures,. Ce documentaire a nécessité deux années de patient tournage .
Jean-Yves Collet a réalisé une quarantaine de documentaires et obtenu plusieurs prix et récompenses lors de festivals internationaux.

### Vie personnelle
Jean-Yves Collet vit à Douarnenez dans le Finistère.

## Filmographie
- Aélia la souris des moissons, 2020[20]
- Le petit peuple des champs, réalisé avec Christophe Lemire (2018)
- Un jardin entre deux mondes, réalisé avec Christophe Lemire (2018)[21]
- Duel aux origines de l'homme (2015)[22]
- Abysses, les alliances des profondeurs (2014)
- Méditerranée 2100, vers une acidification record ? (2013)[23],[24]
- Ils sont des nôtres ! Les animaux et l'alcool (2012)
- AbyssBox, la vie sous pression (2012)
- Coup de chaud sur l'océan (2011)
- La cuisine au plancton (2010)[25]
- Planète plancton (2009)
- Yves Coppens, une vie en millions d'années (2008)
- Guerre et Paix dans le Potager (2006)[26]
- Collines de Feu (2005)
- Les Secrets de la Jungle d'Amérique (2004)
- Les Deux Côtés du Miroir (2003)
- Cousin Bonobo (2003)
- Les Secrets de la Jungle d'Afrique (2002)
- L'Incroyable Aventure du Gorille Mabéké (2001)
- Paroles d'Hommes, Mémoires d'Éléphants (2001)[27]
- Quatre Singes dans un Mouchoir de Poche (2000)
- Les Bons Pères de l'Atlas (2000)[28]
- La Famille Macaques (1999)
- Quatre Singes dans un petit royaume(1998)[29]
- Les Lémuriens de la Forêt de Pierres (1998)
- La Louve d'Abyssinie (1997)[30]
- L'Ourse Metchka et ses Frères (1997)
- Les Aventures du Plus Petit Mammifère du Monde (1997)[31]
- Les Seigneurs de l'Hiver (1996)
- L'Œil de la Mer (1996)
- Fous d'animaux (1995-2001)
- Les Marmottes du Grand Rocher (1995)
- Les aventures de Papiroussa (1995)[32]
- Le Harem d'un Babouins d'Éthiopie (1994)[33]
- Un Tournage avec les Babouins d'Éthiopie (1994)
- L'Arbre et les Fourmis (1992)[34]
- Jacques et les Marmottes (1992)
- Hamadryas, les Babouins d'Arabie Saoudite (1991)
- Le Peuple Singe (1986-1991)
- De Singe en Singe (1986-1991)

## Récompenses et distinctions
Ses films ont obtenu plusieurs prix lors de Festivals Internationaux :
- Grand prix au Festival Nature de Namur, Belgique
- Grand Prix au Festival Ecofilm de Beauvais, France
- Prix spécial du Jury au Festival Telescience, Canada
- Grand Prix au Festival d’Environnement de Grenoble, France
- Cigogne de bronze au Festival d’Environnement de Rabat, Maroc
- Grand Prix au Festival de Bailly, France
- Prix Spécial du Jury au Festival de Graz, Autriche
- Merit Award de la Bande Sonore à l’International Wildlife Festival du Montana, USA
- Deuxième Prix au Festival de Missoula, Montana USA
- Grand Prix au Festival Animalier des Cévennes, France
- MEDIANET d'ARGENT au Festival du Film de Munich, Allemagne
- Grand Prix du Public au Festival de l'Image Sous-marine d'Antibes, France
- Sylver Apple au NMLE Award, Hollywood, USA
- Golden Panda au Festival International du Sichuan, Chine
- Prix de la Meilleure Image au Festival de Ronda, Espagne
- Prix du Meilleur Documentaire télévisé au Festival de Ronda, Espagne
- Grand Prix du Festival International du Film Scientifique de Palaiseau, France
- Médaille d’argent de la Faculté de Médecine de Lyon (Doctorat Vétérinaire), France
- Lauréat de la Fondation de la Vocation, parrain Yves Coppens, France
- Lauréat du Club Rotary International pour la Jeunesse, France

## Livres
- "Tous les singes du monde"  (ISBN 2881682456 et 9782881682452) Éditeur : Mondo, 1991 (Suisse)
- "Le Gibbon à mains blanches" en 1999 de Chanee préfacé par Jean-Yves Collet éditeur Les Presses du Midi
- "Le grand catalogue des singes du monde"  (ISBN 2867268788 et 9782867268786) Éditeur : Milan